# Уэйберн
Уэйберн (англ. Weyburn) — город в Саскачеване, Канада. Он расположен на реке Сурис в 110 километрах к юго-востоку от Реджайна и в 70 километрах к северу от границы с Северной Дакотой в США.
Считается, что название является искажением шотландского «Wee burn» (рус. Крошечный ожог), относящегося к небольшому ручью. Город окружён Сельским муниципалитетом Вейбёрн № 67.

## История
Канадская тихоокеанская железная дорога провела маршрут от Брандона  до Уэйберна в 1892 году. Почтовое отделение открылось в 1895 году, а земельное управление в 1899 году. Также в 1899 году была основана пресвитерианская церковь Нокс, а её здание с высокой двускатной крышей и арками, построенное в 1906 году, стало свидетельством веры и оптимизма в городе Уэйберн. Уэйберн был признан деревней в 1900 году, а городом в 1903 году.

## Население
По данным переписи населения 2021 года, проведённой Статистической службой Канады, население города составляет 11 019 человек, что больше, чем в 2016 году, когда численность населения была 10 870 человек.

## География
Уэйберн расположен на реке Сурис, которая течёт на юго-восток через Северную Дакоту, где в конечном итоге впадает в реку Ассинибойн в Манитобе. В 1800-х годах этот район был известен как продолжение Большого болота Желтой Травы. Обширные программы борьбы с наводнениями привели к созданию водохранилищ, парков и центров содержания водоплавающих птиц вдоль реки Сурис.

### Климат
В Уэйберне влажный континентальный климат (по классификации климатов Кёппена).

## Экономика
Уэйберн является крупнейшим внутренним пунктом сбора зерна в Канаде. Ежегодно через терминалы Уэйберна проходит более полумиллиона тонн зерна. Нефтегазовая отрасль также составляет значимую часть экономики города.